# Josef Šembera
Josef Šembera (23. dubna 1794 Vysoké Mýto – 8. srpna 1866 Litomyšl) byl český kreslíř a grafik, autor mnoha kreseb ze staré Prahy a českého venkova a starší bratr historika a filologa A. V. Šembery.

## Život a dílo
V roce 1812 absolvoval gymnázium v Broumově a odešel studovat stavitelství a geodézii na pražském technickém ústavu (předchůdce dnešní ČVUT). Po dvou letech studia nastoupil jako kreslič u pražské stavební kanceláře ředitelství vodních staveb. Zde působil až do roku 1838. Současně studoval jako mimořádný posluchač kreslení na Akademii výtvarných umění u Karla Postla (1815-1817). Později byl komisařem pro stavbu silnic v Poličce a nakonec v Litomyšli.
Zachovalo se asi 160 jeho kreseb a leptů s pohledy na Prahu a jiná města, které jsou velice přesné a věrné, takže mají velkou dokumentární hodnotu. Roku 1830 vydal „Přehled města Prahy“ na čtyřech velkých listech a podílel se na souboru pražských pohledů V. Morstadta. Pro Schottkyho knihu Prag wei es war und wie es ist („Praha jaká byla a jaká jest“, 1832) nakreslil předlohy pro řadu ocelorytin, podobně jako roku 1844 pro knihu svého bratra Aloise Vojtěcha o jejich rodišti, Vysokém Mýtě..

## Galerie

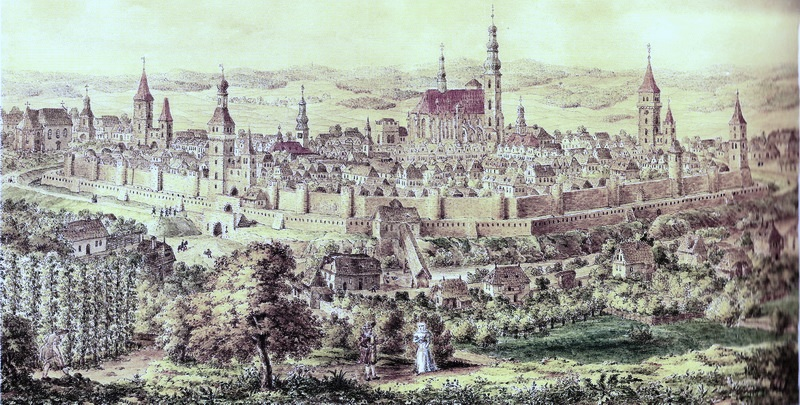
Vysoké Mýto v 17. století (1843)
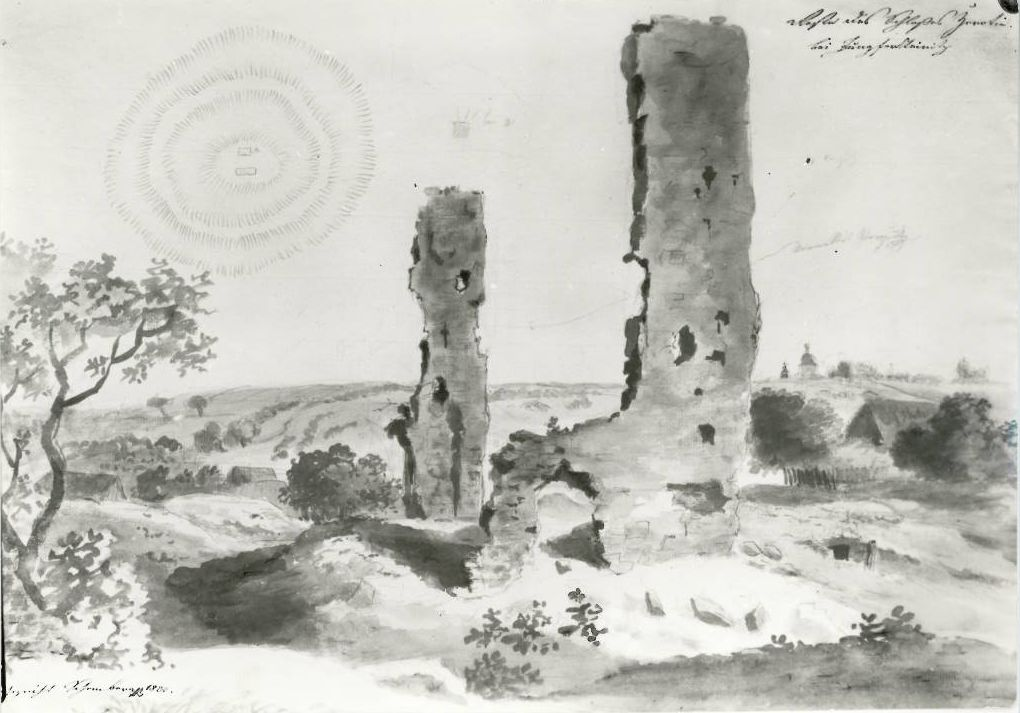
Hrad Žerotín (1822)